# Hosn Niha
Koordinaten: 33° 54′ N, 35° 57′ O
Hosn Niha, auch Husn Niha; ist eine Tempelanlage aus römischer Zeit im Libanon. Sie liegt oberhalb von Niha im Libanongebirge am Westrand der Bekaa-Ebene.

## Lage
Hosn Niha liegt auf etwa 1350 Meter Höhe am Osthang des bis 2682 Meter hohen Dschebel Sannin, der höchsten Erhebung im Süden des Libanongebirges, im Distrikt Zahlé, der zum Gouvernement Bekaa gehört. Von Zahlé führt eine Nebenstraße Richtung Baalbek sechs Kilometer nach Nordosten, bis kurz nach dem Dorf Ablah eine zwei Kilometer lange Stichstraße zum Dorf Niha abzweigt. Am oberen Ortsende befindet sich links unterhalb der Straße ein archäologisches Gelände mit zwei römischen Tempeln in einem bewaldeten Bachtal. Rechts führt eine schmale asphaltierte Straße an der Nordseite des Tals drei Kilometer weiter und gut 300 Höhenmeter nach oben. In der Talsohle werden bis kurz unterhalb der Tempel Weintrauben angebaut; das letzte, nicht asphaltierte Wegstück führt zwischen steiler werdenden Berghängen hinauf, deren geringe Bodenschicht von Kalksteinen übersät ist. Die Tempelgruppe liegt oberhalb des Weges am Hang.

## Geschichte
Seit der Mitte des 2. Jahrhunderts bauten die Römer am Rand der Bekaa viele kleine Tempel und sonstige Heiligtümer als Pilgerstätten, die meist mit dem Hauptort Heliopolis, dem heutigen Baalbek in Beziehung standen. Zur römischen Zeit führte eine Prozessionsstraße von Niha herauf. Oberhalb von Temnine el-Faouqa ist im nördlichen Nachbartal ein kleines Brunnenheiligtum erhalten, im übernächsten Tal stand im heutigen Dorf Qsarnaba ein großer römischer Tempel.
In frühbyzantinischer Zeit wurde auf dem Altarplatz vor dem großen Tempel teilweise unter Verwendung von Steinmaterial der heidnischen Römer eine Basilika errichtet. Der Name Hosn Niha setzt sich aus Hosn, arabisch „Burg“ und Niha, syrisch „der Ruhende, Träumer“ zusammen. Hosn bezieht sich auf eine bescheidene Festungsanlage, die hier in islamischer Zeit bestanden haben soll.

## Bauform

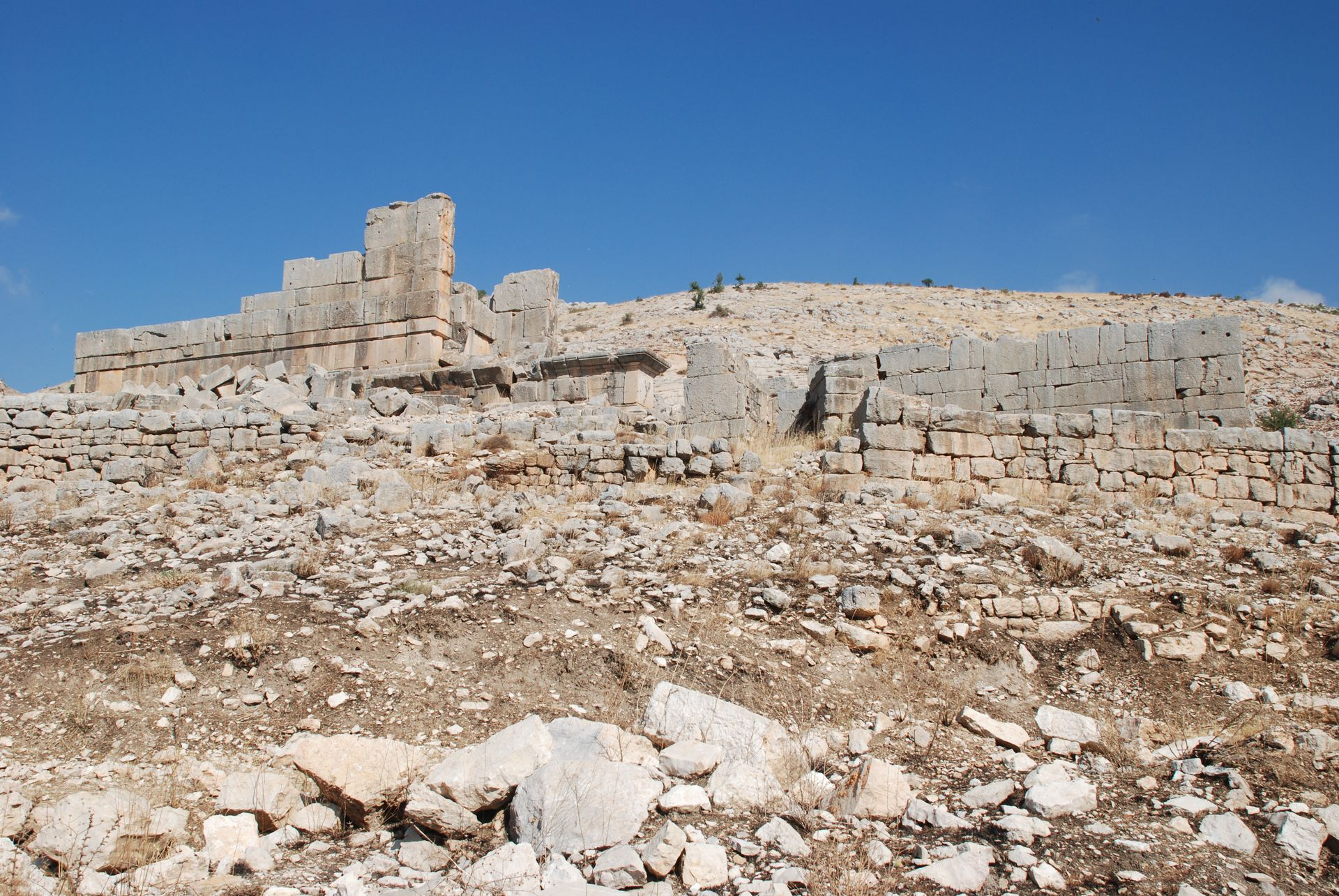
Links Tempel A, rechts dessen Altarvorplatz mit Wandresten der Basilika. Von Süden

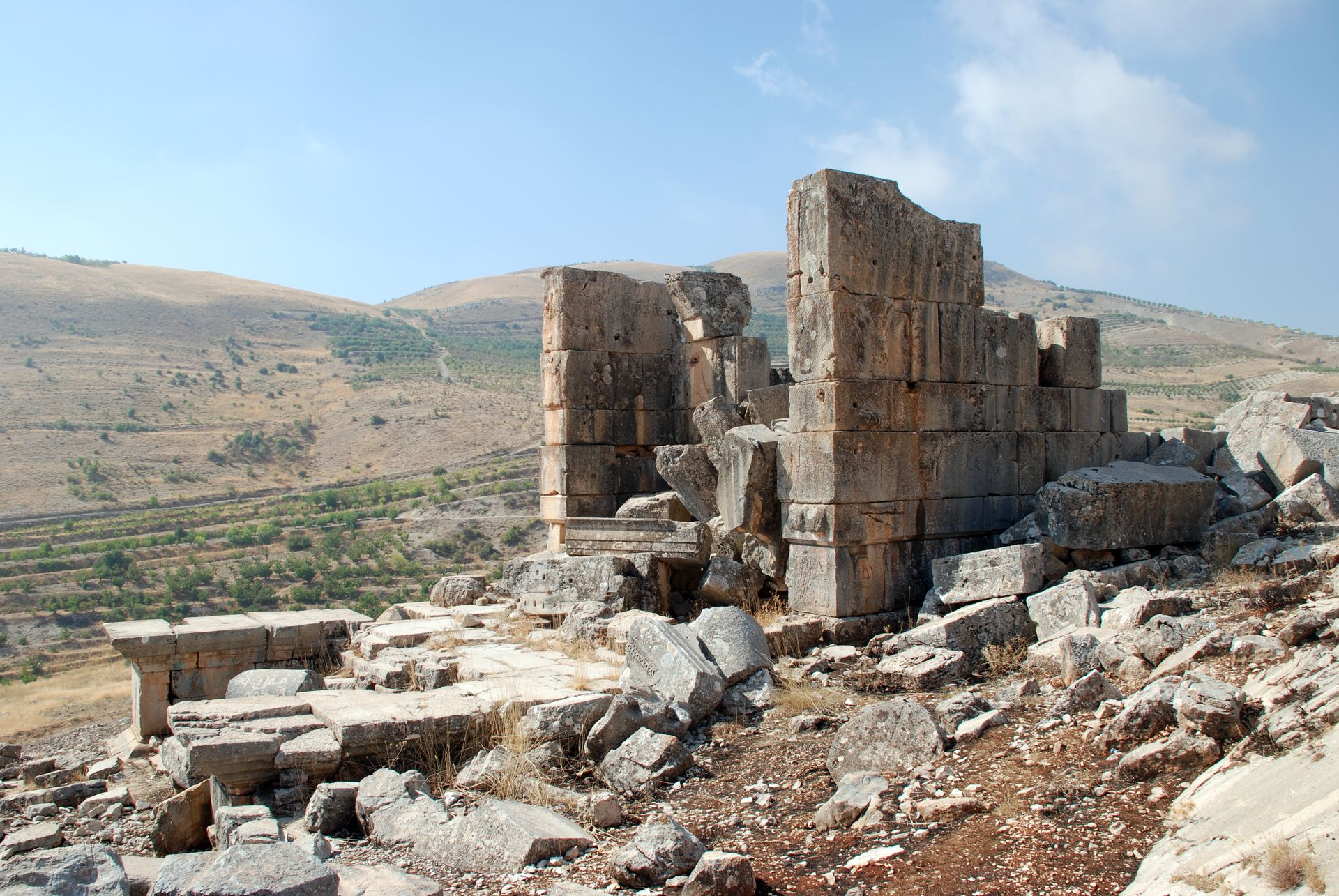
Tempel A von Nordosten

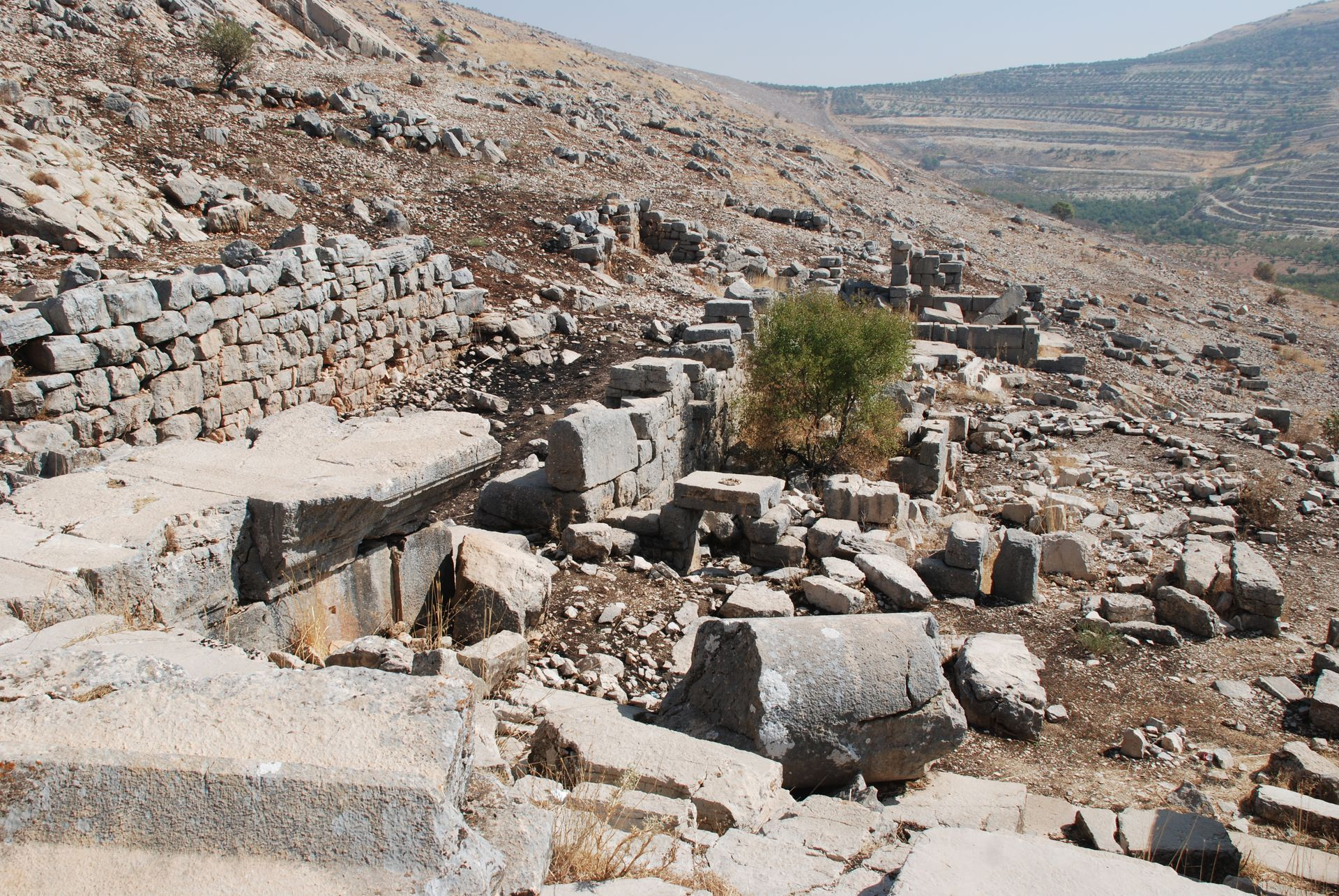
Vom Altarvorplatz nach Osten. Im Hintergrund der halb in den Berg gebaute Antentempel

Es sind die Reste des größeren Tempels A, der Basilika B und eines kleineren Antentempels erhalten. In einiger Entfernung wurden ein römischer Steinbruch und die Lage des kleinen Tempels D ausgemacht.
Tempel A war ein Prostylos-Tempel, an dessen Eingangsseite vier Säulen mit korinthischen Kapitellen vorgestellt waren. Er stand auf einem dreifach gestuften Podium, das an den Längsseiten nach Osten vorgezogen war, um die seitliche Begrenzung für eine Freitreppe mit 18 Stufen zu bilden, die bis zum Absatz des Stylobats hinaufführte. Die Wände der Cella aus mächtigen Kalksteinquadern waren außen glatt. Der Türsturz am Eingangsportal zwischen Vorhalle (Pronaos) und Cella trug an der unteren Kante einen Streifen mit lesbischen Kymatien, es ist hier kein Relief erhalten. Am hinteren Ende der Cella lag das erhöhte Adyton, auf dem die Götterfigur verehrt wurde. Darunter befand sich eine Krypta, die durch eine Tür auf der rechten Seite der Adyton-Vorderseite betreten werden konnte. Der Bau blieb teilweise unfertig, die Profile wurden nur grob behauen, ebenso blieben die Reste der aufgefundenen ionischen Kapitelle unvollendet. Die im Mauerwerk und bei am Boden liegenden Steinen zu sehenden quadratischen Löcher sind Wolfslöcher. Sie dienten als Aufnahmepunkte für technische Hilfsmittel beim Transportieren und Versetzen der Steine. Das Tempelinnere wurde von Schatzgräbern durchsucht und bisher nicht restauriert. Am Boden liegen Säulenfragmente verstreut, die Seitenwände im östlichen Bereich stehen teilweise noch aufrecht.
Vor der Ostseite des großen Tempels schloss sich einst ein großer Vorplatz mit einem Altar an. Dieser musste einer dreischiffigen Basilika weichen, die auf fast der gesamten Grundfläche des Vorplatzes errichtet wurde. Ihr Eingang lag im Westen, sie besaß ein breiteres Mittelschiff und eine halbrunde Apsis im Osten. Der nördliche Apsisnebenraum diente als Baptisterium. Hier war ein Taufbecken mit einem Durchmesser von 1,15 Meter und ein Teil des Mosaikfußbodens erhalten. Von dieser Taufkapelle führte hinter der Apsis ein Gang vorbei zum Diakonikon an der Südseite der Apsis, das Verbindung zum rechten Seitenschiff hatte.
In 50 Meter Entfernung östlich des großen Tempels sind die Reste eines Antentempels zu sehen, der mit dem Eingang nach Süden zur Talseite und mit der Rückseite zum Hang orientiert war. Der Tempel besaß kein Podium. In der Cella fehlte der erhöhte Bereich des Adyton; mit Innenmaßen von 5,6 × 5,7 Meter war sie beinahe quadratisch. Es sind nur die untersten beiden Steinschichten der seitlichen Vorhallenwände (Anten) erhalten. Um den gesamten Tempelbereich verlief eine Umfassungsmauer.